# Polygyra plagioglossa
Polygyra plagioglossa is een slakkensoort uit de familie van de Polygyridae. De wetenschappelijke naam van de soort werd voor het eerst geldig gepubliceerd in 1859 door L. Pfeiffer.